# Weber Shimano Ladies Power
El Weber La Segunda Ladies Power (Código UCI: SLP) es un equipo ciclista femenino de Argentina de categoría amateur a partir de la temporada 2018.

## Historia
Durante la temporada 2016-2017 hizo parte de la categoría UCI Women's Team, máxima categoría femenina del ciclismo en ruta a nivel mundial.

## Material ciclista
El equipo utiliza bicicletas GW y componentes Shimano

## Clasificaciones UCI
Las clasificaciones del equipo y de su ciclista más destacado son las siguientes:
| Temporada | Clasificación por equipos | Mejor corredor           | Posición                 |
| 2016      | 38.º                      | Aranza Villalón          | 168º                     |
| 2017      | 44.º                      | Ninguna corredora puntuó | Ninguna corredora puntuó |

## Palmarés
Para años anteriores véase: Palmarés del Weber Shimano Ladies Power.

### Palmarés 2018

#### UCI WorldTour 2018
| Fechas | Carreras | Ganadora |
|        |          |          |

#### Calendario UCI Femenino 2018
| Fechas | Carreras | Ganadora |
|        |          |          |

#### Campeonatos nacionales
| Fechas | Carreras | Ganadora |
|        |          |          |

## Plantillas
Para años anteriores, véase Plantillas del Weber Shimano Ladies Power

### Plantilla 2017
| Integrantes del equipo 2017 | Integrantes del equipo 2017 | Integrantes del equipo 2017       | Integrantes del equipo 2017 |
| Corredor                    | Fecha de nacimiento         | Equipo previo                     |                             |
| --------------------------- | --------------------------- | --------------------------------- | --------------------------- |
| Micaela Belen Barroso       | 11 de febrero de 1997       |                                   |                             |
| Maria Mercedes Fadiga       | 18 de diciembre de 1987     |                                   |                             |
| Cristina Irma Greve         | 20 de julio de 1987         |                                   |                             |
| Marlies Mejías              | 29 de diciembre de 1992     |                                   |                             |
| Jessenia Meneses Gonzales   | 18 de junio de 1995         | Forno d’Asolo-Astute (2014)       |                             |
| Rocio Parrado Guarnizo      | 29 de noviembre de 1982     |                                   |                             |
| Caterin Elisabeth Previley  | 20 de diciembre de 1991     |                                   |                             |
| Camila Valbuena             | 18 de febrero de 1997       | Centro Mundial de Ciclismo (2016) |                             |
| Aranza Villalón             | 18 de junio de 1995         |                                   |                             |
| Anabel Yapura               | 6 de mayo de 1998           |                                   |                             |
|                             |                             |                                   |                             |
| Fuente: ProCyclingStats     |                             |                                   |                             |